# Södra Rattsjön
Södra Rattsjön är en sjö i Torsby kommun i Värmland och ingår i Göta älvs huvudavrinningsområde. Sjön är 16 meter djup, har en yta på 0,348 kvadratkilometer och befinner sig 405,1 meter över havet. Sjön avvattnas av vattendraget Rattsjöälven. Vid provfiske har abborre och gädda fångats i sjön.

## Delavrinningsområde
Södra Rattsjön ingår i det delavrinningsområde (673607-135582) som SMHI kallar för Utloppet av Södra Rattsjön. Medelhöjden är 497 meter över havet och ytan är 33,38 kvadratkilometer. Det finns inga avrinningsområden uppströms utan avrinningsområdet är högsta punkten. Rattsjöälven som avvattnar avrinningsområdet har biflödesordning 3, vilket innebär att vattnet flödar genom totalt 3 vattendrag innan det når havet efter 451 kilometer. Avrinningsområdet består mestadels av skog (85 procent). Avrinningsområdet har 1,11 kvadratkilometer vattenytor vilket ger det en sjöprocent på 3,3 procent.